# Rudolf Lunau

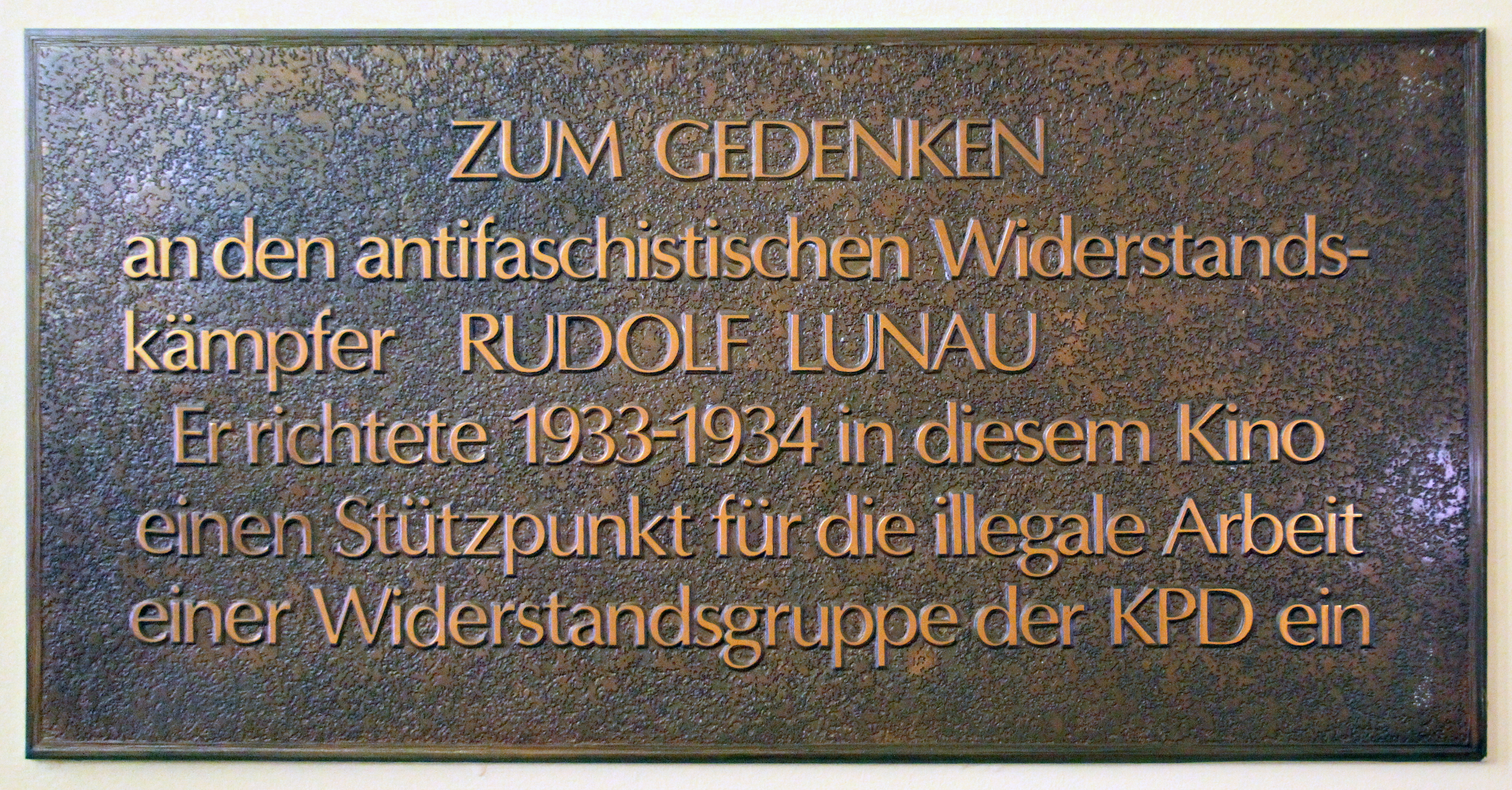
Gedenktafel im Haus, Rosa-Luxemburg-Straße 30, in Berlin-Mitte

Rudolf Lunau (* 27. Juni 1906 in Berlin; am 24. September 1944 verschollen) war ein deutscher Filmvorführer und Widerstandskämpfer in der Zeit des Nationalsozialismus. Seine Aktivitäten trugen dazu bei, dass das Berliner Filmtheater Babylon zu einer Zufluchtsstätte für Regimegegner wurde.
Lunaus Eltern waren der Arbeiter Karl August Lunau und Katarina Lunau geb. Weigl, beide katholischen Glaubens. Er erlernte den Beruf des Bäckers, wohnte in Berlin-Buchholz in der Bucher Straße und heiratete am 30. März 1929 die Stenotypistin Martha Charlotte Baumbach. Die Ehe wurde am 29. Januar 1936 geschieden.
Lunau arbeitete in den 1930er Jahren als Vorführer im Babylon. Nach der Machtergreifung der Nationalsozialisten gründete er 1933 in dem Kino eine Widerstandszelle der KPD. In seinem Vorführraum fanden regelmäßig illegale Treffen dieser Gruppe statt. Dort versteckte er auch verfolgte Oppositionelle und Material für die Arbeit der Gruppe.
Wegen kommunistischer Agitation wurde er am 20. November 1934 zu vier Jahren Zuchthaus verurteilt. 1943 wurde er zum Kriegsdienst in die Strafdivision 999 eingezogen, wo sich seine Spur verliert.
Anfang der 1980er Jahre wurde in Erinnerung an Lunau im Rahmen des Gedenktafelprogramms der DDR eine Metallplatte im Foyer des Babylon-Kinos angebracht. Die rechteckige dunkle Tafel, ist – als Symbol des kommunistischen Widerstandes – mit einem roten Dreieck versehen. Die Inschrift lautet:
Zum Gedenken an den antifaschistischen Widerstandskämpfer Rudolf Lunau.
Er richtete 1933-1934 in diesem Kino einen Stützpunkt für die illegale Arbeit einer Widerstandsgruppe der KPD ein.